# Giuliana Maria di Brunswick-Lüneburg
Giuliana Maria di Brunswick-Lüneburg (Wolfenbüttel, 4 settembre 1724 – Castello di Frederiksborg, 10 ottobre 1796) fu regina consorte di Danimarca e Norvegia.

## Biografia
Giuliana Maria era l'undicesimo figlio e la sesta figlia di Ferdinando Alberto II di Brunswick-Lüneburg, e di sua moglie, Elisabetta Cristina di Brunswick-Wolfenbüttel-Bevern. Al momento della sua nascita, la sua famiglia costituiva la linea principesca cadetta di Brunswick-Wolfenbüttel-Bevern, ma dopo la morte del cugino e suocero Luigi Rodolfo nel marzo 1735, Ferdinando Alberto ereditò il Principato di Wolfenbüttel e si dimise dalla carica di feldmaresciallo. Tuttavia, morì inaspettatamente solo sei mesi dopo.
Tra i suoi numerosi fratelli c'erano il duca Carlo I di Brunswick-Wolfenbüttel, il duca Antonio Ulrico, consorte della reggente russo Anna Leopoldovna, e la duchessa Elisabetta Cristina, moglie di Federico il Grande. Come i suoi fratelli, Giuliana Maria ricevette un'educazione semplice ma molto severa consueta in molte delle piccole corti principesche tedesche. Da bambina, sembra che balbettasse, come molti membri della casa di Brunswick.

## Matrimonio
Nel 1752 fu negoziato un matrimonio dinastico tra Giuliana Maria e il re Federico V di Danimarca che aveva perso la sua prima moglie, Luisa di Gran Bretagna, l'anno precedente. Il matrimonio fu organizzato dal favorito del re, il potente lord ciambellano conte Adam Gottlob von Moltke, che ritenne meglio che il re si risposasse il prima possibile, nel tentativo di stabilizzare il suo comportamento. Il matrimonio non avvenne nei migliori termini: il re inizialmente non era disposto a risposarsi con una principessa straniera, a meno che non fosse con una principessa britannica, nessuna delle quali era disponibile in quel momento. Secondo quanto riferito, nel 1751-52 il re desiderava sposare la figlia di Moltke, Catharine Sophie Wilhelmine von Moltke, una partita che Adam Gottlob non volle e prevenne facendola sposare rapidamente con il conte Hannibal von Wedell-Wedelsborg. Moltke, quindi, attirò l'attenzione del re su Giuliana Maria. Il re, dopo aver visto un ritratto di Giuliana Maria, e dopo aver svolto ulteriori accertamenti e aver ricevuto risposte soddisfacenti, si espresse disposto a sposarla.
Il matrimonio fu celebrato l'8 luglio 1752 presso la cappella del Palazzo di Frederiksberg, poco più di sei mesi dopo la morte della sua prima moglie, con l'incoronazione di Giuliana Maria lo stesso giorno. A guidarla a corte le fu dato il vecchio ciambellano della regina Luisa, Carl Juel, mentre la sua dama di compagnia era Christiane Henriette Louise Juel. Il matrimonio fu celebrato da una serie di feste nei palazzi reali durante i successivi mesi estivi, ma "tra la popolazione l'umore era più calmo, poiché era passato poco tempo della morte della regina Luisa ".
La coppia ebbe sette figli, di cui raggiunse l'età adulta solo uno:
- Federico (1753-1805), reggente del regno di Danimarca dal 1772 al 1784, sposò Sofia Federica di Meclemburgo-Schwerin.

### Regina consorte
Giuliana Maria è stata descritta come timida, riservata e un po' balbuziente quando è stata presentata per la prima volta alla corte reale danese come sua nuova regina; dopo aver ricevuto un'istruzione rigorosa, si sottomise ad adempiere al suo dovere di seconda regina di Federico V e matrigna dei suoi figli, ma secondo quanto riferito si sentiva a disagio per la situazione e la pressione su di lei nel suo nuovo ruolo. Giuliana Maria è stata personalmente descritta come bella e ragionevole, ma il matrimonio non era popolare in Danimarca, dove si pensava fosse avvenuto troppo presto dopo la morte della sua predecessore, la popolare regina Luisa, ed era un compito difficile per lei sostituirla.
Nonostante la costante infedeltà del re, si riteneva che avesse illustrato un ideale di dovere sponsale, accettando la sua infedeltà senza lamentarsi e curandolo durante le sue malattie, come durante la sua malattia nel 1760 e la sua ultima malattia nel 1765-66, che si concluse con la sua morte. Annotava ogni giorno il progresso della sua malattia nel suo diario e, alla sua morte, lo chiamava "le meilleur des rois".
Ha avuto diversi figliastri per matrimonio, ma non le è stata data alcuna influenza sulla loro educazione. Ha scambiato visite con loro e si è riferita ai suoi figliastri come "Le mie figlie", "Mio figlio", "I miei figli" e "I bambini buoni", e i suoi diari sono pieni di annotazioni su come ha trascorso del tempo con loro. La sua relazione con la suocera, la regina vedova Sofia Maddalena, era molto stretta e le due regine si facevano spesso visita e trascorrevano del tempo insieme.
Sebbene non avesse alcuna influenza sull'educazione dei suoi figliastri, le fu data molta libertà nell'istruzione di suo figlio che divenne così il primo principe danese da generazioni a parlare la lingua danese come lingua madre. Tutti i tutori di suo figlio erano membri del movimento patriottico danese, e in particolare Guldberg è noto per averla influenzata al punto che alla fine divenne il leader di questa fazione di corte durante il suo periodo come regina vedova. Mentre le mancava ogni influenza in politica, man mano che suo figlio cresceva, secondo quanto riferito giunse alla conclusione che sarebbe stato più adatto come sovrano del figliastro, il principe ereditario.
Giuliana Maria non è stata citata molto durante i suoi anni come regina consorte, e si è notato principalmente che conduceva una vita tranquilla dedicandosi ai doveri domestici e alla vita familiare e considerata onorevole e virtuosa ma insignificante. Mentre Federico V era noto per le sue feste e il suo stile di vita dissoluto, queste feste non si svolgevano a corte e la vita di corte di Giuliana Maria era invece descritta come completamente corretta. Fece del suo meglio per abituarsi alla Danimarca e rendersi popolare come regina, e sebbene non abbia mai padroneggiato completamente la lingua danese, la usava spesso sia nella parola che nella scrittura. Nonostante questi sforzi, non è mai riuscita a diventare una regina popolare.
La regina non aveva nulla a che fare con gli affari di stato mentre suo marito era ancora in vita. Suo cognato, Federico il Grande, aveva incoraggiato il suo matrimonio e si aspettava che lei agisse come suo agente in Danimarca e lo aiutasse a rimuovere il conte Johann Hartwig Ernst von Bernstorff dalla sua posizione, ma non ha mai partecipato a nulla del genere. Corrispondeva con sua sorella, Elisabetta Cristina, attraverso la quale alla fine arrivò a corrispondere con lo stesso Federico il Grande durante il suo mandato di regina vedova; tuttavia, mentre ha espresso a sua sorella che tutta la Danimarca era ammiratrice di Federico il Grande, non ci sono sue lettere prima del 1772.
Il 14 gennaio 1766 Federico V morì e gli successe il figliastro di Giuliana Maria, Cristiano VII.

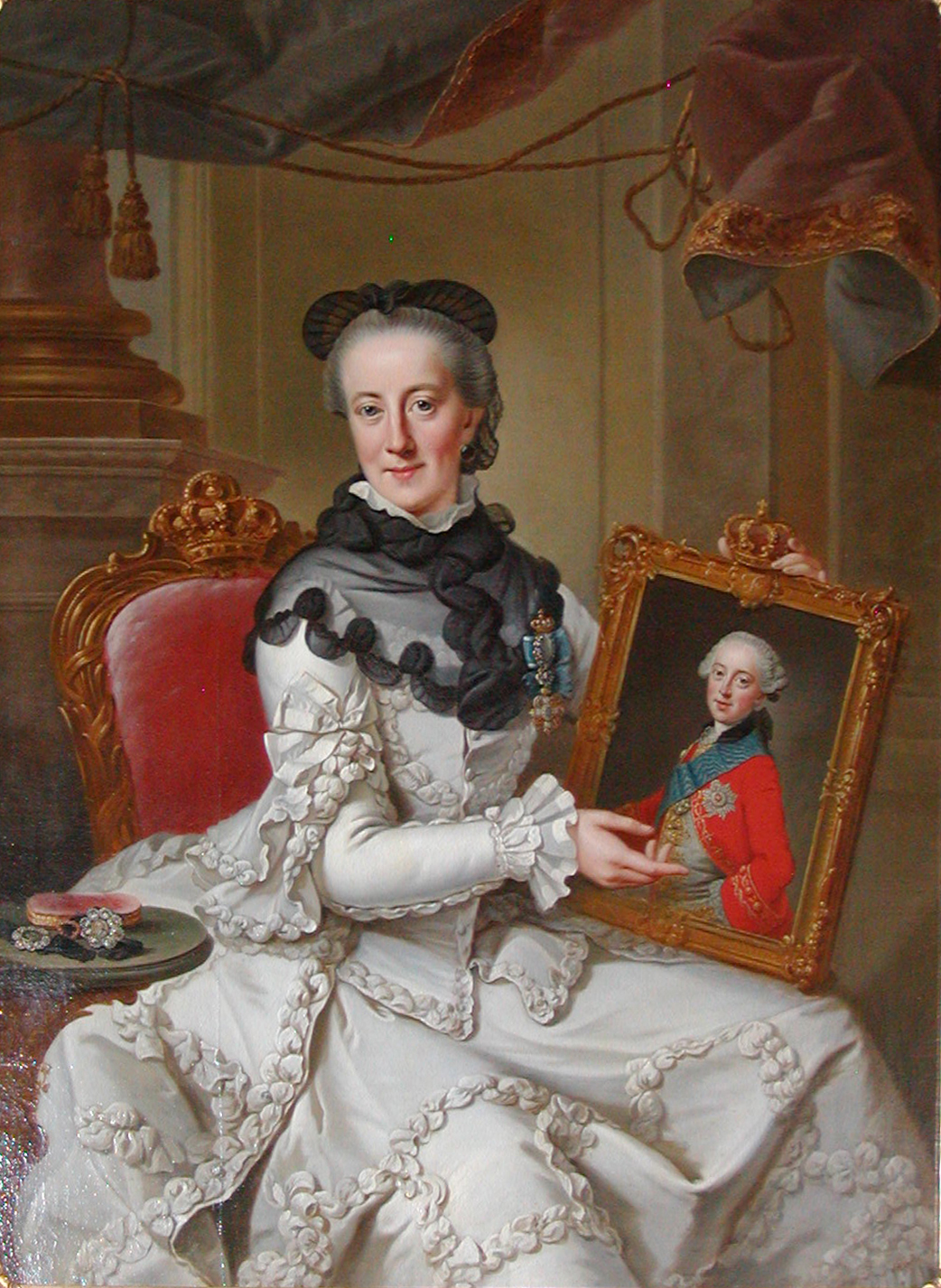
La regina vedova che mostra un ritratto del suo unico figlio, il principe ereditario Federico, di Johann Georg Ziesenis.

### Regina vedova
Una serie di eventi portò Giuliana Maria a diventare la sovrana de facto della Danimarca sei anni dopo essere rimasta vedova. Il suo figliastro, Cristiano VII, rifiutò i suoi tentativi di entrare in contatto con lui, così come la sua sposa, Carolina Matilde di Gran Bretagna. È stato notato come la più giovane delle due regine vedove fosse trascurata dalla coppia reale: nonostante il palazzo di Fredensborg, residenza estiva di Giuliana Maria fosse solo a breve distanza dalla residenza estiva del re e della regina, Hirschholm Slot, non fu mai visitata da loro; veniva invitata alla tavola reale solo quando era assolutamente necessario e in quelle occasioni veniva notevolmente ignorata, il che la poneva in modo dimostrativo in una posizione a corte. Tuttavia, si noti che la regina e le due regine vedove trascorsero molto tempo insieme durante il viaggio del re nel 1768–69 e che Giuliana Maria ricevette il Mathildeordenen e tenne la principessa Luisa Augusta a battesimo nel 1771.
La sua posizione, visibilmente trascurata dalla coppia reale, la rese un centro naturale per l'opposizione. Nel 1768 partecipò all'esilio dell'amante del re Støvlet-Cathrine, che si credeva avesse influenza sul re. Nel 1770, il suo figliastro venne dichiarato pazzo e il potere era caduto nelle mani della sua consorte e del suo amante Johann Friedrich Struensee. Avevano opinioni politiche liberali ed emanarono una serie di riforme democratiche che hanno sollevato l'opposizione della nobiltà.
Nel gennaio 1772, la regina Caroline Matilda, Johann Friedrich Struensee ed Enevold Brandt furono arrestati e il loro governo fu estromesso in un colpo di stato di palazzo guidato dall'opposizione sotto il confidente di Giuliana Maria, Ove Høegh-Guldberg. Il 17 gennaio, Giuliana Maria convinse il monarca mentalmente instabile a firmare l'ordine di arresto della regina, Struensee e Brandt, provocando così di fatto un colpo di stato. L'ordine è stato infatti firmato dopo che gli arresti erano già stati effettuati in modo sicuro in nome del re, legittimando gli atti. Ad aprile, Struensee e Brandt furono giustiziati e Caroline Matilde fu esiliata.
Giuliana Maria venne acclamata dalla stampa, in opuscoli e poesie come la leader del colpo di stato e favorevolmente paragonata a Ester, Debora e Giuditta. L'opposizione, d'altra parte, ha prodotto critiche in Germania riferendosi a lei come un diavolo e causa di tutte le disgrazie della Danimarca. Il re firmò una lettera per ringraziarla di averlo "salvato".

### Reggenza (1772-1784)
Il figlio di Giuliana Maria, principe ereditario Federico, fu formalmente nominato reggente del monarca mentalmente incapace. Formalmente, Giuliana Maria non aveva una posizione ufficiale, poiché la costituzione non specificava le regole di una reggenza nel caso dell'incapacità di un re adulto e non c'erano leggi su come condurre tale reggenza. Nel primo periodo dopo il colpo di stato, partecipò apertamente all'assemblea del consiglio reale, ma fu dissuasa dal farlo poiché ciò non era conforme alla legge reale. In realtà, tuttavia, Giuliana Maria era universalmente e apertamente riconosciuta come governante de facto della reggenza, aiutata da Ove Høegh-Guldberg.
La politica di Giuliana Maria e Ove Høegh-Guldberg è stata descritta come una politica di conservatorismo reazionario. Restituì i privilegi della nobiltà, e fu considerata da loro come l'eroina dell'aristocrazia e la salvatrice dei loro privilegi. È ricordata per aver fondato una fabbrica di porcellane, che fu creata fabbrica reale dello stato nel 1779, oggi conosciuta semplicemente come Royal Copenhagen. La corona della sua reggenza è considerata la Legge sui diritti indigeni del 1776, che vietava agli stranieri di ricoprire cariche pubbliche.
Tra i favoriti influenti del suo regno c'era la sua dama di compagnia Margrethe von der Lühe, Sophie Hedevig Jacobi, il suo segretario Johan Theodor Holm e il tutore del principe ereditario Federico, il professor Sporon.
Il 30 giugno 1780 diede rifugio ai suoi nipoti: i figli di suo fratello, il duca Antonio Ulrico di Brunswick e del reggente russo Anna Leopoldovna, quando furono liberati dalla prigionia russa. Previo accordo con Caterina la Grande, ricevette Caterina (1741–1807), Elisabetta (1743–1782), Pietro (1745–1798) e Alessio (1746–1787), e li lasciò vivere il resto della loro vita in comodi arresti domiciliari a Horsens. I fratelli furono tenuti sotto la responsabilità di Giuliana Maria e con il sostegno finanziario di Caterina.
A Giuliana Maria fu affidata la responsabilità dell'educazione del principe ereditario, Federico, e di sua sorella Luisa Augusta. Il principe ereditario la detestava molto, perché tentò di formarlo per essere favorevole alla sua reggenza e perché (senza successo) cercò di separarlo da sua sorella, che era la sua più cara amica. Nel 1781, su consiglio di Federico il Grande, decise che il principe ereditario doveva sposare una principessa prussiana.

## Morte
Secondo le disposizioni, il principe ereditario doveva essere ammesso al consiglio di reggenza reale non appena ha raggiunto la maggiore età e dopo aver ricevuto la cresima. Per impedirne l'ammissione, Giuliana Maria rimandò la sua cresima a dopo il suo sedicesimo compleanno nel 1784. In preparazione all'evento, prese anche la precauzione di riempire il consiglio dei suoi seguaci.
Nella primavera del 1784 il principe ereditario ebbe la sua conferma e fu dichiarato maggiorenne. Giuliana Maria gli consegnò un documento con le istruzioni su come avrebbe dovuto governare. Nel documento, lo istruiva a fare sempre affidamento sui suoi consigli e affermava che mentre fino ad ora tre persone - il re, il principe Federico e Giuliana Maria - erano state una sola, in futuro quattro persone devono essere una; riferendosi al re, al principe Federico, al principe ereditario e a lei.
Il principe ereditario, tuttavia, non aveva intenzione di consentire a Giuliana Maria e suo figlio di continuare il loro governo, e prese contatto con Bernstorff per preparare la destituzione del governo del 1772. Riuscì a far firmare al suo folle padre un ordine che licenziava i sostenitori di Giuliana Maria dal consiglio e dichiarando che nessun ordine reale era d'ora in poi legale se non co-firmato dal principe ereditario. Il 14 aprile 1784, durante la sua prima sessione con il consiglio, il principe ereditario licenziò senza preavviso tutti i seguaci di Giuliana Maria e di suo figlio dal consiglio e nominò i propri seguaci agli uffici, che in effetti fu un colpo di stato di palazzo che interruppe la vecchia reggenza in un colpo solo. Secondo quanto riferito, Giuliana Maria fu colta con grande sorpresa. Nel ballo di corte della stessa notte, lei e tutte le altre persone coinvolte nel colpo di stato del palazzo si comportarono apparentemente come se nulla fosse accaduto.
In pubblico, nessuna discordia è stata vista tra Giuliana Maria, suo figlio e il principe ereditario reggente, e la pace della casa reale è stata mantenuta esteriormente.
Giuliana Maria visse il resto della sua vita tranquillamente a corte, riprendendo la vita che aveva prima del 1772. Nel 1785, il re Gustavo III di Svezia le suggerì di deporre il principe ereditario reggente e riprendere la reggenza, ma rifiutò. Durante i suoi ultimi anni, sembrò temere gli eventi della Rivoluzione francese e espresse il suo timore che l'incendio del palazzo di Christiansborg nel 1794 fosse dovuto ad attività rivoluzionarie.
Giuliana Maria morì il 10 ottobre 1796 nel Palazzo di Fredensborg.

## Nella finzione
letteratura:
- La regina perduta (1969, romanzo storico ) di Norah Lofts
- La visita del medico reale (Livläkarens besök) (1999, romanzo) di Per Olov Enquist

film:
- Il dittatore, in cui è interpretata da Helen Haye
- A Royal Affair, in cui è interpretata da Trine Dyrholm

## Ascendenza
|                                             |                                      |                                                              | Genitori                                              |  |  | Nonni |  |  | Bisnonni                      |  |  | Trisnonni                        |  |
|                                             |                                      |                                                              |                                                       |  |  |       |  |  | Augusto di Brunswick-Lüneburg |  |  | Enrico III di Brunswick-Lüneburg |  |
|                                             |                                      |                                                              |                                                       |  |  |       |  |  | Augusto di Brunswick-Lüneburg |  |  | Enrico III di Brunswick-Lüneburg |  |
|                                             |                                      | Ursula di Sassonia-Lauenburg                                 |                                                       |  |  |       |  |  | Augusto di Brunswick-Lüneburg |  |  |                                  |  |
| Ferdinando Alberto I di Brunswick-Lüneburg  |                                      |                                                              |                                                       |  |  |       |  |  | Augusto di Brunswick-Lüneburg |  |  |                                  |  |
|                                             |                                      | Elisabetta Sofia di Meclemburgo-Güstrow                      | Giovanni Alberto II di Meclemburgo-Güstrow            |  |  |       |  |  |                               |  |  |                                  |  |
|                                             |                                      | Elisabetta Sofia di Meclemburgo-Güstrow                      | Giovanni Alberto II di Meclemburgo-Güstrow            |  |  |       |  |  |                               |  |  |                                  |  |
|                                             |                                      | Elisabetta Sofia di Meclemburgo-Güstrow                      | Margherita di Meclemburgo                             |  |  |       |  |  |                               |  |  |                                  |  |
| Ferdinando Alberto II di Brunswick-Lüneburg |                                      | Elisabetta Sofia di Meclemburgo-Güstrow                      |                                                       |  |  |       |  |  |                               |  |  |                                  |  |
|                                             |                                      | Federico d'Assia-Eschwege                                    | Maurizio d'Assia-Kassel                               |  |  |       |  |  |                               |  |  |                                  |  |
|                                             |                                      | Federico d'Assia-Eschwege                                    | Maurizio d'Assia-Kassel                               |  |  |       |  |  |                               |  |  |                                  |  |
|                                             |                                      | Federico d'Assia-Eschwege                                    | Giuliana di Nassau-Dillenburg                         |  |  |       |  |  |                               |  |  |                                  |  |
| Cristina d'Assia-Eschwege                   |                                      | Federico d'Assia-Eschwege                                    |                                                       |  |  |       |  |  |                               |  |  |                                  |  |
|                                             |                                      | Eleonora Caterina del Palatinato-Zweibrücken-Kleeburg        | Giovanni Casimiro del Palatinato-Zweibrücken-Kleeburg |  |  |       |  |  |                               |  |  |                                  |  |
|                                             |                                      | Eleonora Caterina del Palatinato-Zweibrücken-Kleeburg        | Giovanni Casimiro del Palatinato-Zweibrücken-Kleeburg |  |  |       |  |  |                               |  |  |                                  |  |
|                                             |                                      | Eleonora Caterina del Palatinato-Zweibrücken-Kleeburg        | Caterina Vasa                                         |  |  |       |  |  |                               |  |  |                                  |  |
| Giuliana Maria di Brunswick-Lüneburg        |                                      | Eleonora Caterina del Palatinato-Zweibrücken-Kleeburg        |                                                       |  |  |       |  |  |                               |  |  |                                  |  |
|                                             | Antonio Ulrico di Brunswick-Lüneburg | Augusto di Brunswick-Lüneburg                                |                                                       |  |  |       |  |  |                               |  |  |                                  |  |
|                                             | Antonio Ulrico di Brunswick-Lüneburg | Augusto di Brunswick-Lüneburg                                |                                                       |  |  |       |  |  |                               |  |  |                                  |  |
|                                             | Antonio Ulrico di Brunswick-Lüneburg | Dorotea di Anhalt-Zerbst                                     |                                                       |  |  |       |  |  |                               |  |  |                                  |  |
| Luigi Rodolfo di Brunswick-Lüneburg         | Antonio Ulrico di Brunswick-Lüneburg |                                                              |                                                       |  |  |       |  |  |                               |  |  |                                  |  |
|                                             |                                      | Elisabetta Giuliana di Schleswig-Holstein-Sonderburg-Norburg | Federico di Schleswig-Holstein-Sonderburg-Norburg     |  |  |       |  |  |                               |  |  |                                  |  |
|                                             |                                      | Elisabetta Giuliana di Schleswig-Holstein-Sonderburg-Norburg | Federico di Schleswig-Holstein-Sonderburg-Norburg     |  |  |       |  |  |                               |  |  |                                  |  |
|                                             |                                      | Elisabetta Giuliana di Schleswig-Holstein-Sonderburg-Norburg | Eleonora di Anhalt-Zerbst                             |  |  |       |  |  |                               |  |  |                                  |  |
| Antonietta Amalia di Brunswick-Wolfenbüttel |                                      | Elisabetta Giuliana di Schleswig-Holstein-Sonderburg-Norburg |                                                       |  |  |       |  |  |                               |  |  |                                  |  |
|                                             |                                      | Alberto Ernesto I di Oettingen-Oettingen                     | Gioacchino Ernesto di Oettingen-Oettingen             |  |  |       |  |  |                               |  |  |                                  |  |
|                                             |                                      | Alberto Ernesto I di Oettingen-Oettingen                     | Gioacchino Ernesto di Oettingen-Oettingen             |  |  |       |  |  |                               |  |  |                                  |  |
|                                             |                                      | Alberto Ernesto I di Oettingen-Oettingen                     | Anna Dorotea di Hohenlohe-Noyenshtayn-Glayhen         |  |  |       |  |  |                               |  |  |                                  |  |
| Cristina Luisa di Oettingen-Oettingen       |                                      | Alberto Ernesto I di Oettingen-Oettingen                     |                                                       |  |  |       |  |  |                               |  |  |                                  |  |
|                                             |                                      | Cristina Federica di Württemberg                             | Eberardo III di Württemberg                           |  |  |       |  |  |                               |  |  |                                  |  |
|                                             |                                      | Cristina Federica di Württemberg                             | Eberardo III di Württemberg                           |  |  |       |  |  |                               |  |  |                                  |  |
|                                             |                                      | Cristina Federica di Württemberg                             | Anna Caterina di Salm-Kyrburg                         |  |  |       |  |  |                               |  |  |                                  |  |
|                                             |                                      | Cristina Federica di Württemberg                             |                                                       |  |  |       |  |  |                               |  |  |                                  |  |